# 臨界量
臨界量（りんかいりょう）または臨界質量（りんかいしつりょう）は、原子核分裂の連鎖反応が持続する核分裂物質の最少の質量を指す。

## 連鎖反応の持続
核分裂反応に伴って発生した中性子が、もし次の核分裂反応を起こさせることができれば、その反応で生じた中性子がその次の原子核分裂を起こさせることも期待できる。条件を整えて核分裂反応が持続する状態を作り出した場合、核分裂反応が臨界に達した、または臨界状態になったと称する。臨界に達した核分裂性物質は、何らかの条件変化によって核分裂反応の数が減るか、核分裂性物質そのものが減るなどしない限り核分裂の連鎖反応が維持される。

## 臨界量
核分裂物質を集積してゆくと、ある集積量以上で内部の核分裂反応が臨界状態に達する。このときの最少量を臨界質量、または臨界量と称する。核分裂物質の臨界量は核分裂物質の種類、周囲の状態、形状、物質中の原子の密度（すなわち物質の濃度）などにより変わる。また、核分裂反応の性状は核種により異なるため臨界量はこれによっても変わる。さらに、臨界量は圧力とは逆相関の関係にあり、同じ集積量であっても圧力が高ければ臨界量は減少する。さらには、自発核分裂を起こさない核分裂物質の場合、原子核に入射する中性子のエネルギー（＝一般に熱力学な速度）が高い場合は物質が中性子を捕獲しないため臨界量は大きくなる。例えば水は中性子の減速材として働くが、減速して熱中性子になると核分裂物質に捕獲されて核分裂反応が始まるため、一般に水溶液の場合は臨界量が少なくなる。
初期の臨界量は実験的手法で決定された。固定された核分裂物質の空隙に同じ物質の小塊を落下させた時、もし両者の質量の合計が臨界量を超過していれば、小塊が空隙を通過する一瞬だけ臨界になり、周囲に置かれた計数管に多数の中性子が観測される。大きさの異なる小塊を落して、どの量で臨界に達するかを決定する。この非常に危険な実験をファインマンは『竜の尾を踏む実験』と命名した。アメリカのロスアラモス国立研究所の研究者であったハリー・ダリアン及びルイス・スローティンは、臨界量を決定するための実験中に球状のプルトニウム塊に物を落として臨界事故を引き起こし、死亡した。二名の命を奪ったそのプルトニウム塊は「デーモン・コア」と呼ばれるようになった。
なお、自発核分裂を起こす放射性元素の臨界量は非常に小さいか、もしくは臨界量を定義できない。

## 原子爆弾の起爆
原子爆弾は原子核分裂の連鎖反応を制御すること無く暴走させ、生じるエネルギーを一気に解放する。実用化されている原子爆弾は、臨界量以下の核分裂物質を、火薬の爆発力を用いて臨界量を超過させることで起爆される。
いわゆる広島型原子爆弾 (Mk.1) の起爆方法はガンバレル型（砲身型）と称し、タンパーと呼ばれる鋼鉄製のパイプの一端にウラン235の塊を置き、もう一方の端に置いたウラン235塊を火薬の力で吹き飛ばし、互いにぶつけて一塊として臨界量を超過させることで起爆させる。
また長崎型原子爆弾 (Mk.3) の起爆方法はインプロージョン型（爆縮型）と呼ばれ、空洞を持つ球状、またはスポンジ状のプルトニウム239塊の周囲に配置された球状の爆薬から発生した球状の圧縮波がプルトニウム塊を押し潰し、内部の圧力を一気に上昇させて臨界量を超過させることで起爆させる。

## 臨界管理
同じ量の核分裂物質でも、その形状により臨界に達する場合と達しない場合がある。一般に核分裂物質の形状が細長かったり、薄い板状であれば、内部で発生する中性子の多くが外部へ飛び出してしまい、核分裂反応に寄与しなくなるため、臨界に達しなくなる。逆に物質の体積当たり最小の表面積となる球状の時、臨界量は最も少なくなる。
核分裂性物質を取り扱う施設（濃縮工場、再転換工場、再処理工場等）では、物質量の管理である質量管理のほか、物質の形を管理する形状管理を行って臨界を管理する。形状管理である。
安全審査指針によると、ウラン加工施設においては、臨界安全を担保する各機器（単一ユニットと呼ばれる）形状寸法、質量、容積、溶液濃度等に核的制限値と呼ばれる管理値を設け、設計および運転時に、この核的制限値を逸脱しないように管理を行うことで臨界事故の防止を行っている。この核的制限値の設定に当たっては、ウランの化学的組成、濃縮度、密度、溶液濃度、幾何学的形状、減速条件、評価手法の誤差等を考慮した裕度、評価手法の信頼性、二重偶発性（技術的に発生が想定されない事象が2つ同時に起こらない限り臨界にならない）ように設定する必要がある。また機器によっては中性子吸収材（ホウケイ酸ガラス小片を容器の中に入れる、ハフニウム製多孔板）等を使用する。
ユニット間の核燃料物質の移動に対しては、移動先の核的制限値を確認すること、運搬に使用する容器の健全性維持、使用する容器はなるべく寸法・形状管理がなされているものを使用することで担保する。
ユニット相互の間隔が近い場合には、各ユニットから発生する中性子による相互干渉によって、上記の単一ユニットに対する核的制限値を守っていても臨界事故が発生する可能性があるため、ユニット間の間隔の維持、中性子遮蔽材の使用によって臨界安全を担保する（これを複数ユニットの制限と呼ぶ）。
JCOの臨界事故では臨界管理を無視する方向で仕事の効率化が図られたのが直接の事故の原因となった。正規のマニュアルではウランの溶解は貯塔と呼ばれる装置で行うことになっていた。貯塔は形状管理されているため細長く質量管理により一回の容量が少ないため、大量の残作業を抱えていた作業員は貯塔ではなく、寸胴な円筒で容量の多い沈殿槽と呼ばれる別の装置を用いたのである。さらに不幸な事に沈殿槽は二重構造で、周囲に冷却水が通る構造であった。この冷却水が反射体となって外部に漏れた中性子を内部へ跳ね返し、中性子利用率をいっそう向上させたのである。この様に、周囲の中性子反射体となりうる物の有無も、臨界量を左右する重要な要素の一つである。

## 核分裂性物質の運搬
核分裂を起こす物質を陸上、海上で輸送する場合には、輸送中に交通事故等に巻き込まれた場合でも臨界にならないように以下のような試験を行い、損傷した状態であっても、臨界にならないことを評価する。
- 水の吹き付け試験
- 落下試験（法律で決められた高さから輸送容器を落下させる）
- 荷重試験（輸送容器に荷重をかける）
- 貫通試験（鉄の棒を輸送容器の上に落とす）
- 耐火試験（800℃の環境に30分置く）
- 浸漬試験（上述の試験により損傷した輸送容器を法律で定められた深さに、一定時間置く）